# Giulio Camillo
Giulio Camillo (ca. 1480 Portogruaro – 15 mei 1543 Milaan) was een Italiaans denker. Hij studeerde in Venetië en Padua, en gaf vervolgens les in retorica en logica in plaatsen in Friuli en later in Bologna. Hij verwierf de bewondering en vriendschap van kunstenaars als Titiaan en schrijvers als Ariosto. Intellectuele waardering kreeg hij vooral voor zijn ontwikkeling van het zogeheten Geheugentheater, een mnemotechnisch systeem dat de hele kosmos moest behelzen. De Franse koning Frans I wilde dit project sponsoren, waarop Camillo in 1530 naar Frankrijk vertrok. Daar verbleef hij tot 1538. Hij raakte de koninklijke gunst echter kwijt doordat zijn ambitieuze project niet voltooid raakte. Terug in Italië vond hij pas in 1543 een nieuwe patroon, Alfonse d'Avalos. In datzelfde jaar overleed hij onverwachts.
Voor de verwerving van goede taalbeheersing in woord en geschrift vond Camillo het belangrijk om belangrijke voorgangers te imiteren, zoals Cicero en Petrarca. Zo kon men leren om met welsprekendheid de taal naar wens aan te passen, door afzonderlijke kunstgrepen in een tekst te herleiden tot universele (denk)categorieën en andersom voor recombinaties. Voor zijn retorische methodiek benutte hij de traditionele retorische loci (meervoud van locus) en de (combinatorische) filosofie van Ramon Llull. Die stelde dat de filosofie kosmische beginselen kon achterhalen, die konden worden gecodificeerd met een reeks letters op een schijf die over een andere schijf draaide om combinaties van beginselen te genereren, zodat men vanzelf alle mogelijke associaties in de kosmos te zien kreeg. Dit instrument heette de clavis universalis, populair in vroegmoderne traktaten over de geheugenkunst. Filosofisch gezien was Camillo eclectisch en volgde hij de neoplatonisch georiënteerde Marsilio Ficino en Giovanni Pico na in het vinden van overeenkomsten tussen Griekse filosofie, hermetisme en kabbala. Dit syncretisme poogde hij te gebruiken voor zijn mnemotechniek.
Zijn mnemotechniek was tegelijk traditioneel en innovatief. Hij beschreef de methode samenvattend in zijn Idea del theatro. Het onderliggende principe voor de vermeende magische werking van dit geheugensysteem was dat de kosmos een organische eenheid vormde waarin objecten onderling verbonden waren en elkaar spiegelden (kosmische sympathie). De invloed van de llulliaanse combinatoriek bestond erin, dat wie het systeem van het Geheugentheater doorgrondde, in staat was taalelementen met zijn geest te recombineren, dingen fysiek te recombineren middels alchemie, en tot slot zichzelf kon doorgronden en aanpassen.
De mnemotechniek moest een universeel geheugensysteem worden voor alle menselijke kennis, maar op een aanschouwelijke manier met beelden. Vandaar dat hij zijn systeem het Geheugentheater noemde, dat daadwerkelijk op schaal is gebouwd. Het individu stond in dit geval op het podium en overzag de tribunes, die waren opgedeeld volgens de zeven dagen uit het scheppingsverslag in Genesis, de klassieke planeten, met bijbehorende sefiroth, mythologische symboliek en esoterische eigenschappen. Op die manier kon de toeschouwer de principes memoriseren die volgens Camillo structurerend waren voor de kosmos, en tegelijkertijd kon hij de uitwerkingen daarvan in de wereld leren. De eerste rijen van de tribune zijn de hoogste, abstractste principes, en de achterste, hoogste rijen zijn de meest materiële. Zo verbindt Jupiter zich in dit systeem met het element lucht op de voorste rij, op een volgende rij met de natuurlijke activiteiten van ademen en zuchten, en op de hoogste rij met kunstvaardigheden die met lucht te maken hebben, zoals windmolens.

## Bron
- Bolzoni, L. 'Giulio Camillo.' In: Dictionary of Gnosis & Western Esotericism. Red. W.J. Hanegraaff. Leiden: Brill, 2006, blz. 229-230.
- Bolzoni, L. 'Mnemonics.' In: Dictionary of Gnosis & Western Esotericism. Red. W.J. Hanegraaff. Leiden: Brill, 2006, blz. 793-800.
- Yates, F.A. De geheugenkunst. Amsterdam: Bert Bakker, 1988 (1966).

- Bibsys: 90784613
- Biblioteca Nacional de España: XX873898
- Bibliothèque nationale de France: cb12252439f (data)
- Gemeinsame Normdatei: 118870475
- International Standard Name Identifier: 0000 0001 2139 4801
- Library of Congress Control Number: n86825149
- Bibliotheek van het Japanse parlement: 01187411
- Nationale Bibliotheek van Tsjechië: xx0237834
- Nationale bibliotheek van Australië: 35104281
- Nationale Bibliotheek van Israël: 987007529076505171
- Nationale en Universitaire bibliotheek Zagreb: 000602854
- Nederlandse Thesaurus van Auteursnamen: 07151371X
- Réseau des bibliothèques de Suisse occidentale: 02-A009971711
- Istituto Centrale per il Catalogo Unico: CFIV102592
- SNAC: w6bk51gc
- Système universitaire de documentation: 031278078
- Trove: 827696
- Union List of Artist Names: 500249058
- Virtual International Authority File: 73909990
- WorldCat: E39PCjvxMFHGdm4cdyrX7mQ8YP